# Regne de Bohèmia
El Regne de Bohèmia, de vegades també anomenat Regne Txec (České království en txec; Königreich Böhmen en alemany; Regnum Bohemiae (llatí)) fou un estat a la regió de Bohèmia a l'Europa occidental, el seu territori està inclòs en l'actual República Txeca. Durant el seu apogeu també tenia parts de les actuals Àustria, Alemanya, Hongria, Itàlia, Polònia, Eslovàquia, Eslovènia i Ucraïna (Per Zakarpattia Oblast). Era un regne al Sacre Imperi, i el rei era un príncep-elector de l'imperi fins a la seva dissolució el 1806. Molts reis de Bohèmia també van ser elegits emperadors del Sacre Imperi. La seva capital Praga era efectivament el centre del Sacre Imperi al segle xiv, i al final del segle xvi i principis del xvii. Des del 1526, el regne va ser governat contínuament per la Casa d'Habsburg i el seu successor la casa d'Habsburg-Lorena.
Després de la dissolució del Sacre Imperi Romanogermànic, el territori va passar a formar part dels Habsburg major Imperi Austríac, i posteriorment l'Imperi Austrohongarès de 1867. Bohèmia conserva el seu nom i estatus formal com a regne independent de Bohèmia fins a 1918, coneguda com a terres de la corona dins de l'Imperi austrohongarès, i la seva capital Praga va ser una de les principals ciutats de l'imperi. Als últims anys d'Àustria-Hongria, Bohèmia era més avançada i econòmicament pròspera terra de la corona de l'imperi. La llengua txeca (anomenat el llenguatge de Bohèmia en l'ús de l'anglès fins al segle xix) va ser l'idioma principal de la dieta i la noblesa fins a 1627 (després de la bohèmia revolta va ser reprimida). L'alemany va ser llavors formalment fa igual amb Txeca i, finalment, es va imposar com a llengua de la dieta fins al renaixement nacional txec al segle xix. L'alemany també va ser àmpliament utilitzat com a llengua de l'administració en moltes ciutats després d'alemanys van emigrar i poblada algunes zones del país al segle xiii. La cort real utilitza els txecs, llatins, i alemany, depenent de la regla i el període.
Després de la derrota de les Potències Centrals en la Primera Guerra Mundial, tant el Regne com l'Imperi es van dissoldre. Bohèmia es va convertir en la part central de la República de Txecoslovàquia recentment formada.

## Creixement
Tot i que alguns els primers governants de Bohèmia havien gaudit d'un títol real no hereditari durant els segles xi i xii (Vratislav II, Ladislau II), el regne va ser establert formalment el 1198 per Přemysl Ottokar I, que tenia el seu estatus reconegut per Felip de Suàbia, elegit Rei dels Romans, a canvi del seu suport en contra del rival emperador Otó IV. el 1204 l'estatus reial d'Ottokar fou acceptat per Otó IV del Sacre Imperi Romanogermànic, així com pel Papa Innocenci III. Es va reconèixer oficialment l'any 1212 amb la Butlla d'Or de Sicília emesa per l'emperador Frederic II, elevant el Ducat de Bohèmia a la condició de regne.
Sota aquests termes, el rei txec estava exempt de totes les obligacions futures al Sacre Imperi, excepte per a la participació en els consells imperials. La prerrogativa imperial per a ratificar cada governant de Bohèmia i per a nomenar al bisbe de Praga va ser revocada. Venceslau I, fill d'Ottokar fruit del seu segon matrimoni, el succeí al tron.
Agnès de Bohèmia germana de Venceslau I, més tard canonitzada, era una dona extraordinàriament valenta i enèrgica del seu temps; es va negar a casar-se amb l'emperador del Sacre Imperi i dedicant la seva vida a les obres espirituals. En correspondència amb el Papa, que va establir els Cavallers de la Creu amb l'Estrella Roja el 1233, el primer orde militar al Regne de Bohèmia. Altres quatre ordes militars eren presents en Bohèmia: l'Orde de Sant Joan de Jerusalem vers el 1160; l'Orde de Sant Llàtzer de finals del segle XII; l'Orde Teutònic entre ~1200 i 1421; i els Cavallers Templers 1232-1312.
El segle xiii va ser el període més dinàmic del regnat premíslida sobre la Bohèmia. La preocupació de l'emperador alemany Frederic II amb els afers de la Mediterrània i les lluites dinàstiques coneguts com el Gran Interregne (1254-1273) va afeblir l'autoritat imperial a l'Europa Central, proporcionant així oportunitats per augmentar el domini premíslida. Alhora, les invasions dels mongols (1220-1242) atragueren l'atenció dels veïns orientals de Bohèmia, Hongria i Polònia.

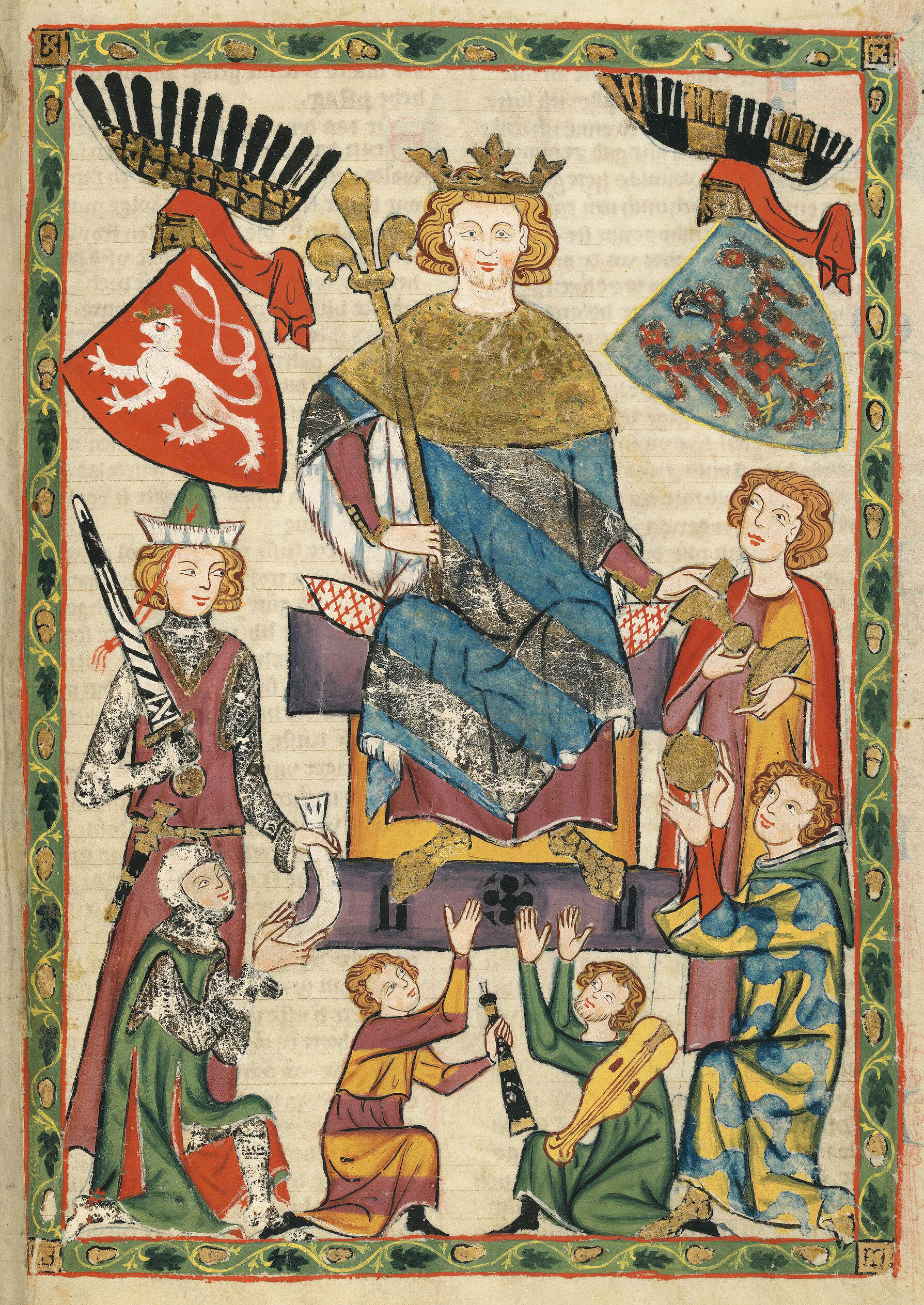
Venceslau II representat al Còdex Manesse

Přemysl Ottokar II (1253-1278) es va casar amb una princesa alemanya, Margarida de Babenberg, i es va convertir en duc d'Àustria, adquirint l'Alta Àustria, Baixa Àustria i part d'Estíria. Conquistà la resta d'Estíria, la majoria de Caríntia, i parts de Carniola. Va ser anomenat "el rei de ferro i or" (ferro a causa de les seves conquestes, i d'or degut a les seves riquesa). Va fer campanya a Prússia on va derrotar els nadius pagans i, el 1256, va fundar una ciutat que anomenà Královec en txec, que més tard es va convertir en Königsberg (avui Kaliningrad).
El 1260, Ottokar va derrotar a Hongria a la batalla de Kressenbrunn, on es van enfrontar més de 200.000 homes. Va governar una àrea des d'Àustria fins al mar Adriàtic. Des del 1273, però, l'emperador Habsburg Rodolf va començar a reafirmar l'autoritat imperial, posant a prova el poder d'Ottokar. També va tenir problemes amb la noblesa rebel a Bohèmia. Ottokar perdé totes les possessions alemanyes el 1276, i el 1278 va ser abandonat per part de la noblesa txeca i van morir en la batalla de Marchfeld contra Rodolf.
Ottokar fou succeït pel seu fill, el rei Venceslau II, que va ser coronat rei de Polònia el 1300. El fill de Venceslau II, Venceslau III, va ser coronat rei d'Hongria un any després. En aquest temps, els reis de Bohèmia governaren des d'Hongria fins al mar Bàltic.
El segle xiii va ser també un període d'immigració alemanya a gran escala, durant l’Ostsiedlung, sovint encoratjats pels reis premíslides. Els alemanys poblades ciutats i districtes miners a la perifèria de Bohèmia i en alguns casos es formen colònies alemanyes a l'interior de terres txeques. Stříbro, Kutná Hora, Německý Brod (l'actual Havlíčkův Brod), i Jihlava foren importants assentaments alemanys. Els alemanys implantaren el seu propi codi legal - el ius teutonicum- que va constituir la base del posterior dret mercantil a Bohèmia i Moràvia. Els matrimonis entre nobles txecs i alemanys aviat es va convertir un fet habitual.

## Edat daurada

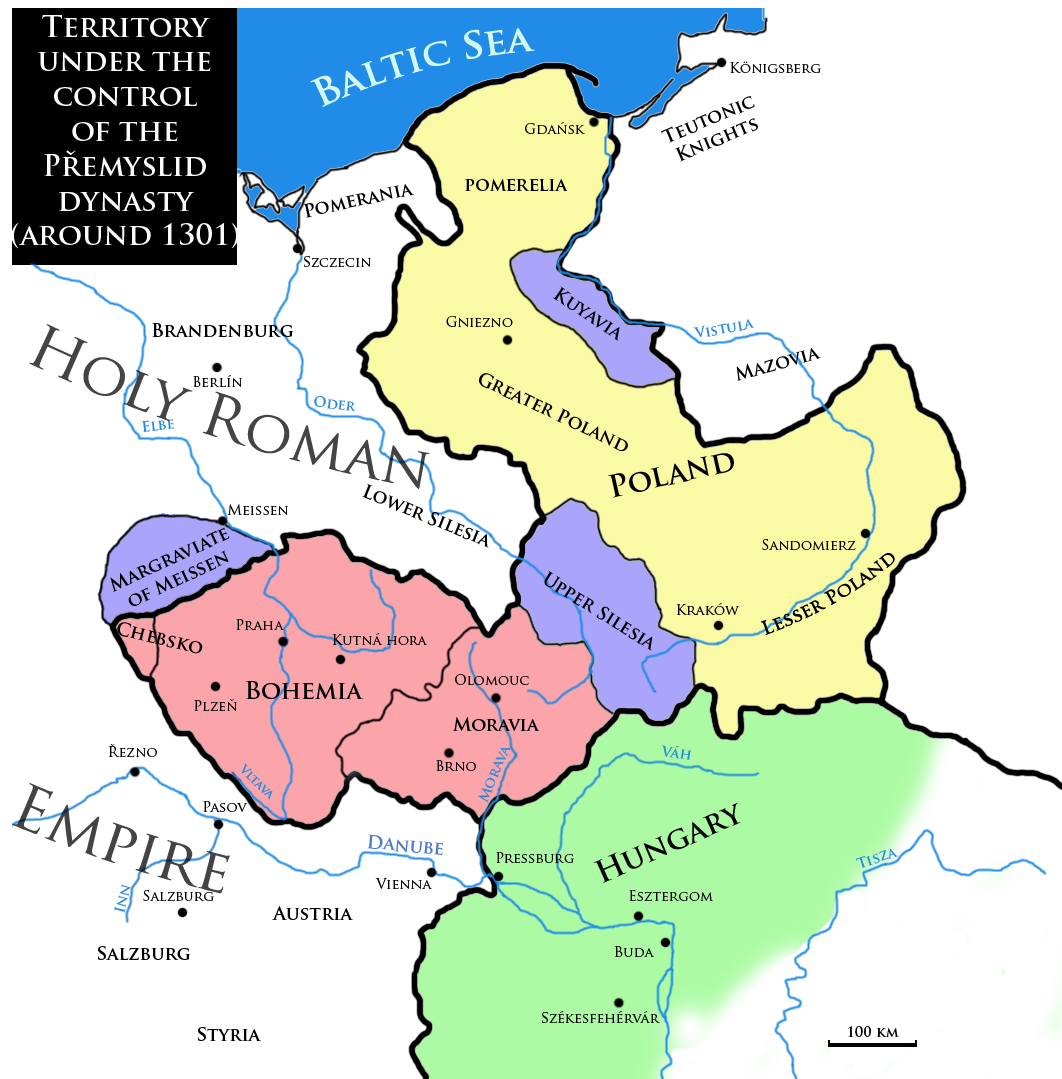
Territori sota control control de la dinastia premíslida cap a l'any 1301

El segle xiv - especialment el regnat de Carles IV (1342-1378) - es considera l'edat d'or de la història txeca. El 1306, s'extingí la línia premíslida i, després d'una sèrie de guerres dinàstiques, Joan el Cec, comte de Luxemburg, fou elegit rei de Bohèmia. Es va casar amb Elisabet, filla de Venceslau II. El succeí al tron el 1346 pel seu fill, Carles IV, el segon rei de la Casa de Luxemburg. Carles va ser criat a la cort francesa i tenia una actitud cosmopolita.
Carles IV va enfortir el poder i el prestigi del regne de Bohèmia. El 1344 elevà el bisbat de Praga, a la categoria d'arquebisbat alliberant-se de la jurisdicció de Magúncia, i l'arquebisbe rebé el dret de coronar els reis de Bohèmia. Carles va frenar la noblesa de Bohèmia, Moràvia i Silèsia i racionalitzà l'administració provincial de Bohèmia i Moràvia. Ell va crear la Corona de Bohèmia, incorporant Moràvia, Silèsia i Lusàcia.

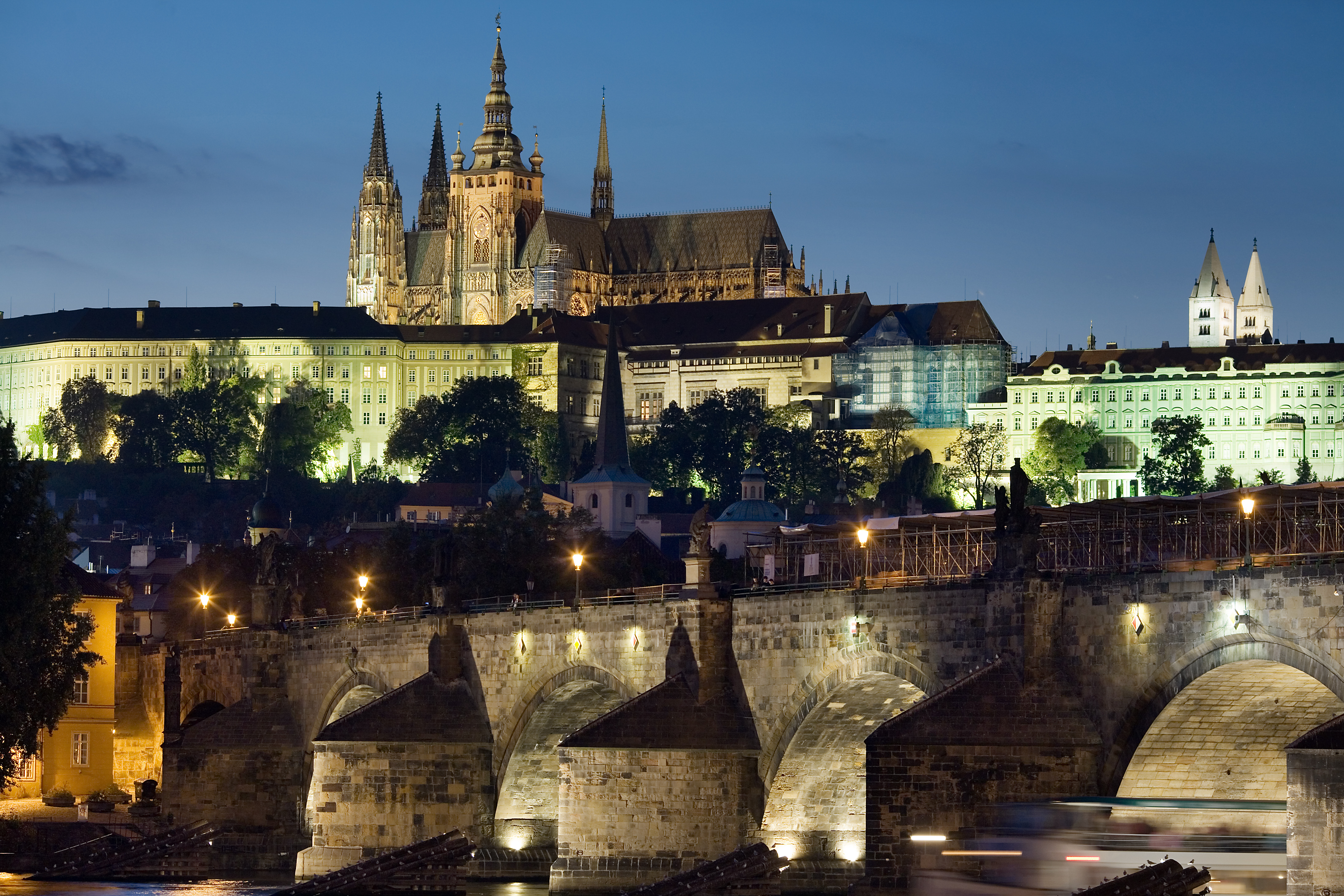
El Castell de Praga, antiga seu dels ducs i reis de Bohemia, reis de roma i emperadors, i després del 1918 les oficines dels presidents de Txecoslovàquia i Txèquia

El 1355 Carles va ser coronat emperador del Sacre Imperi. L'any següent va publicar la Butlla d'Or de 1356, definint i codificant el procés d'elecció al tron imperial, amb el rei de Bohèmia entre els set electors. L'emissió de la Butlla d'Or, juntament amb l'adquisició subsegüent de l'Electorat de Brandenburg va donar als Luxemburg dos vots al col·legi electoral. Carles també va fer de Praga una capital imperial.
El rei endegà extensos projectes de construcció incloent la fundació de la nova ciutat al sud-est de la ciutat vella. El castell reial, Hradčany, fou reconstruït. De particular importància va ser la fundació de la Universitat Carolina de Praga el 1348. Les intenció de Carles de convertir Praga en un centre internacional d'aprenentatge, i la universitat es va dividir en "nacions" bavaresos, txecs, polonesos i saxons, cadascun amb un vot de control. Universitat Carolina, però, es convertiria al nucli d'un intens particularisme txec.
Carles va morir el 1378, i la corona de Bohèmia recaigué en el seu fill, Venceslau IV. Aquest també havia estat elegit rei dels romans l'any 1376, en la primera elecció des de la Butlla d'Or constituïda pel seu pare. Fou deposat del tron imperial el 1400, pel qual no arribà a ser coronat formalment com a tal. El seu germà, Segimon, va ser finalment coronat emperador a Roma el 1433, al poder fins a 1437, i va ser l'últim membre home de la Casa de Luxemburg.

## Moviment hussita
El moviment hussita (1402-1485) fou alhora una manifestació religiosa i nacional. Com a moviment de reforma religiosa (l'anomenada Reforma de Bohèmia), representava un desafiament a l'autoritat papal i una afirmació de l'autonomia nacional als assumptes eclesiàstics. Els hussites van derrotar quatre croades del Sacre Imperi, i el moviment és vist per molts txecs com a part de la Reforma Protestant. Com que molts dels croats eren alemanys, el moviment hussita és vist com un moviment nacional txec. Va adquirir associacions anti-imperials i anti-germàniques i algunes vegades s'ha identificat com una manifestació d'un llarg conflicte ètnic entre txecs i alemanys.

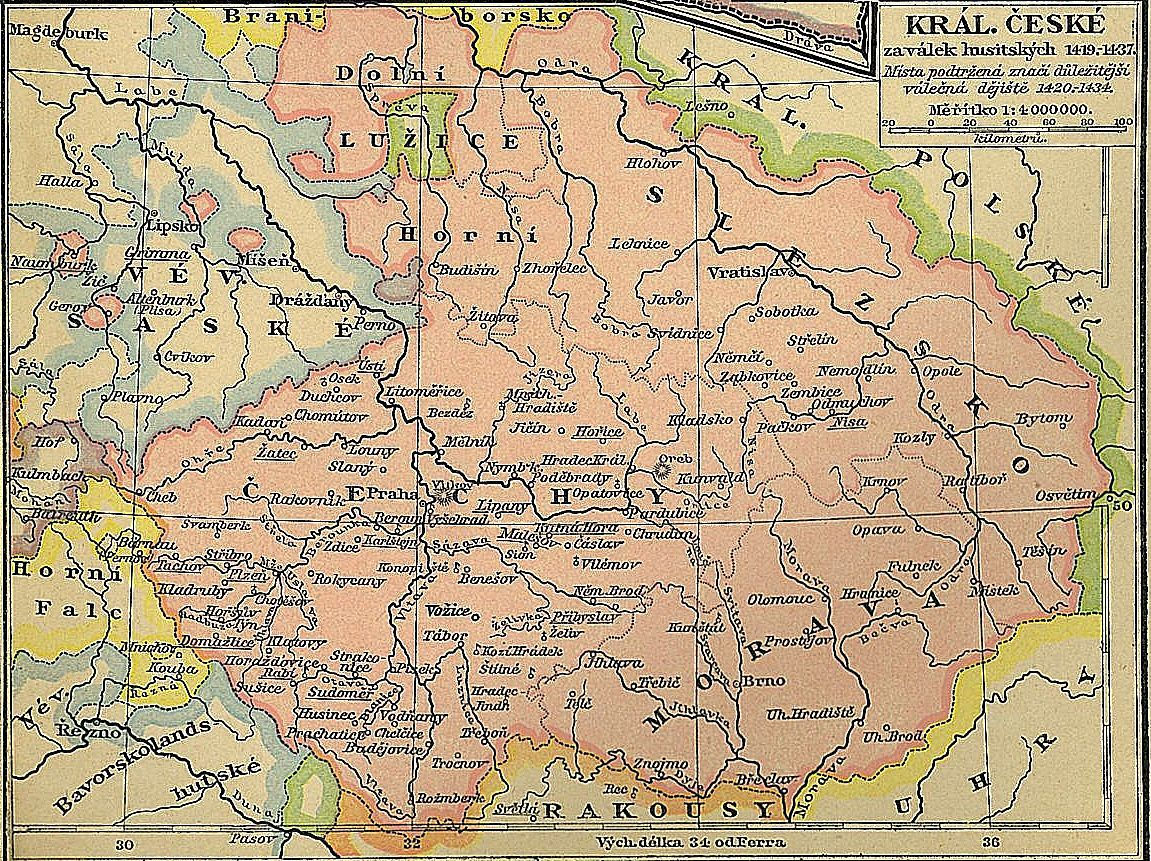
Terres de la Corona de Bohèmia al

El hussitisme va començar durant el llarg regnat de Venceslau IV (1378-1419), un període de cisma papal i l'anarquia concomitant al Sacre Imperi. Es va precipitar per una controvèrsia en la Universitat Carolina de Praga. el 1403 Jan Hus es va convertir en rector de la universitat. Un predicador reformista, Hus abraçà els ensenyaments antipapals i antijeràrquics de John Wycliffe d'Anglaterra, sovint referida com l'"Estel del Matí de la Reforma". Les ensenyances de Hus es distingeixen pel seu rebuig del que va veure com la riquesa, la corrupció, i les tendències jeràrquiques de l'Església Catòlica Romana. Va advocar per la doctrina Wycliff de la puresa del clergat i de la pobresa, i va insistir als laics rebre la comunió sota les dues espècies, el pa i el vi. L'Església Catòlica Romana en la pràctica reservada la copa, o vi, per al clergat. Els seguidors més moderats de Hus, els utraquistes, va prendre el seu nom de sub utraque specie en llatí, que significa "sota cada espècie". Els taborites, una secta més radical, aviat va formar, prenent el seu nom de la ciutat de Tábor, el seu bastió al sud de Bohèmia. Rebutjaven la doctrina de l'Església i respectaven la Bíblia com a única autoritat en tots els assumptes de la fe.
La victòria de Hus tingué una curta durada. Va predicar contra la venda d'indulgències, cosa que li feu perdre el suport del rei, que rebia una part d'aquestes vendes. El 1412 Hus i els seus seguidors van ser suspesos de la universitat i expulsats de Praga. Durant dos anys, els reformadors serveixen com predicaren en itinerància arreu de Bohèmia. el 1414 Hus va ser convocat al Concili de Constança per defensar els seus punts de vista. Empresonat quan va arribar, mai se li va donar l'oportunitat de defensar les seves idees. El consell el condemnà com heretge i el va cremar a la foguera el 1415.

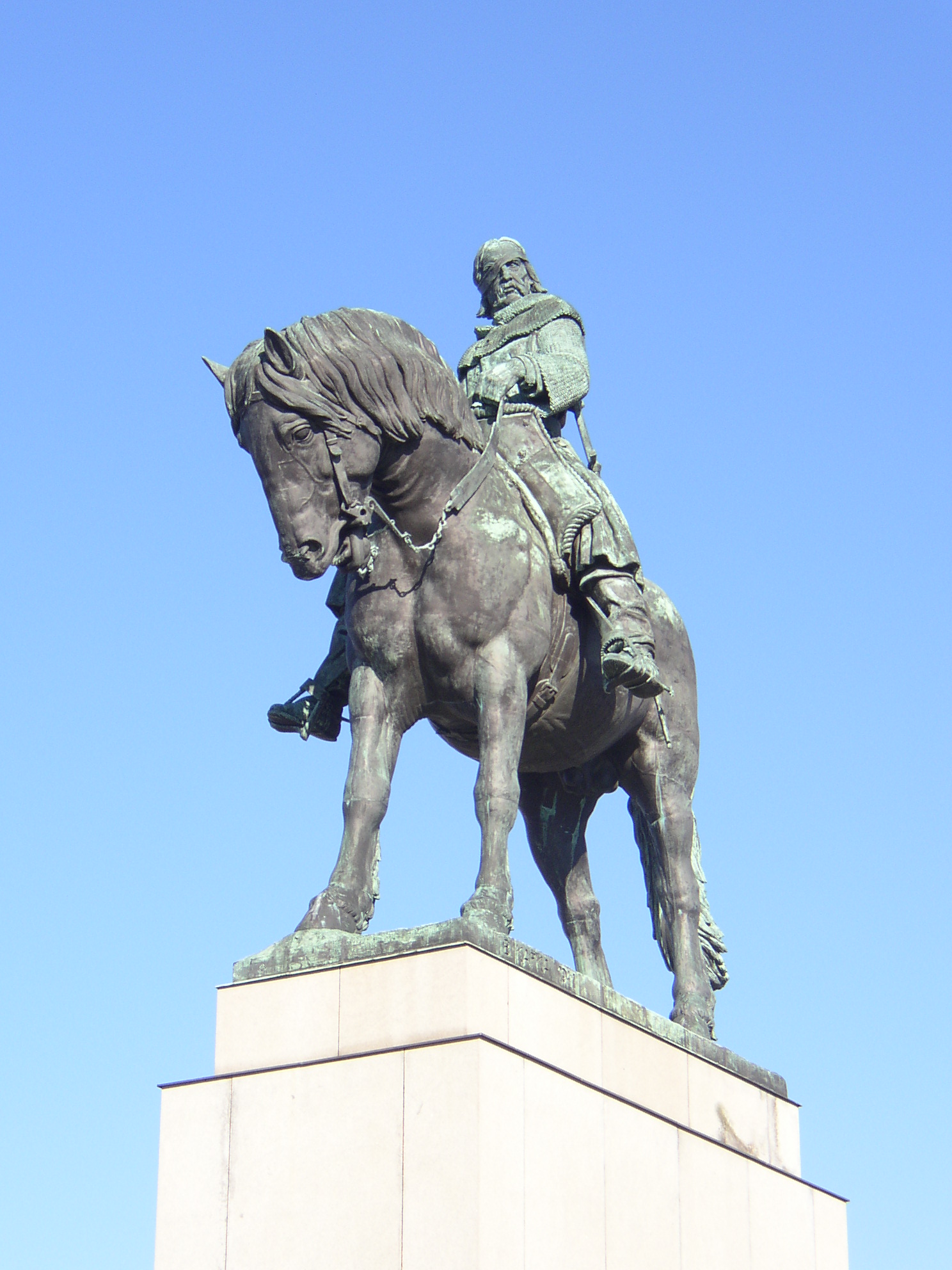
Jan Žižka, líder dels Hussites

La mort de Hus va desencadenar les Guerres Hussites, dècades de guerra religiosa. Segimon, rei pro-papal d'Hongria i successor al tron de Bohèmia després de la mort de Wenceslau, el 1419, va fracassar diversos cops a l'hora de controlar el regne malgrat l'ajuda d'exèrcits hongaresos i alemanys. Els disturbis van esclatar a Praga. Dirigit per Jan Žižka, un hisendat txec, els taborites escoltats a la capital. La lluita religiosa impregnava tot el regne i va ser particularment intensa a les ciutats dominades pels alemanys. Burgesos txecs i alemanys catòlics romans es van alternar successivament; molts van ser massacrats, i molts supervivents alemanys van fugir o van ser exiliats al Sacre Imperi. L'Emperador Segimon va liderar o instigar diverses croades contra Bohèmia amb el suport dels catòlics hongaresos i txecs, elshussites els derrotaren a tots.
Les Guerres Hussites van seguir un patró. Quan es llançava una croada contra Bohèmia, els hussites moderats i radicals s'unien i la derrotaven. Un cop que l'amenaça s'extingia, els exèrcits hussites se centraven a foragitar del país els simpatitzants catòlics. Molts historiadors han representat als hussites com fanàtics religiosos; van lluitar en part per un propòsit nacionalista: per protegir la seva terra d'un rei i un papa que no reconeixen el dret dels hussites d'existir. Zizka dugué exèrcits per a assaltar castells, monestirs, esglésies i llogarets, expulsant al clergat catòlic, l'expropiació de terres eclesiàstiques, o acceptar les conversions.
Durant la lluita contra Segimon, els exèrcits taborites també penetraren a àrees de l'actual Eslovàquia. Refugiats txecs de les guerres de religió a Bohèmia s'hi establiren, i 1438-1453 un txec noble, Jan Jiskra, controlaven la major part del sud d'Eslovàquia des dels centres de Zólyom (avui dia Zvolen) i Kassa (avui dia Košice). Aquestes doctrines hussites i la Bíblia Txeca es van difondre entre els eslovacs, proporcionant el substrat per a un futur enllaç entre els txecs i els seus veïns eslovacs.

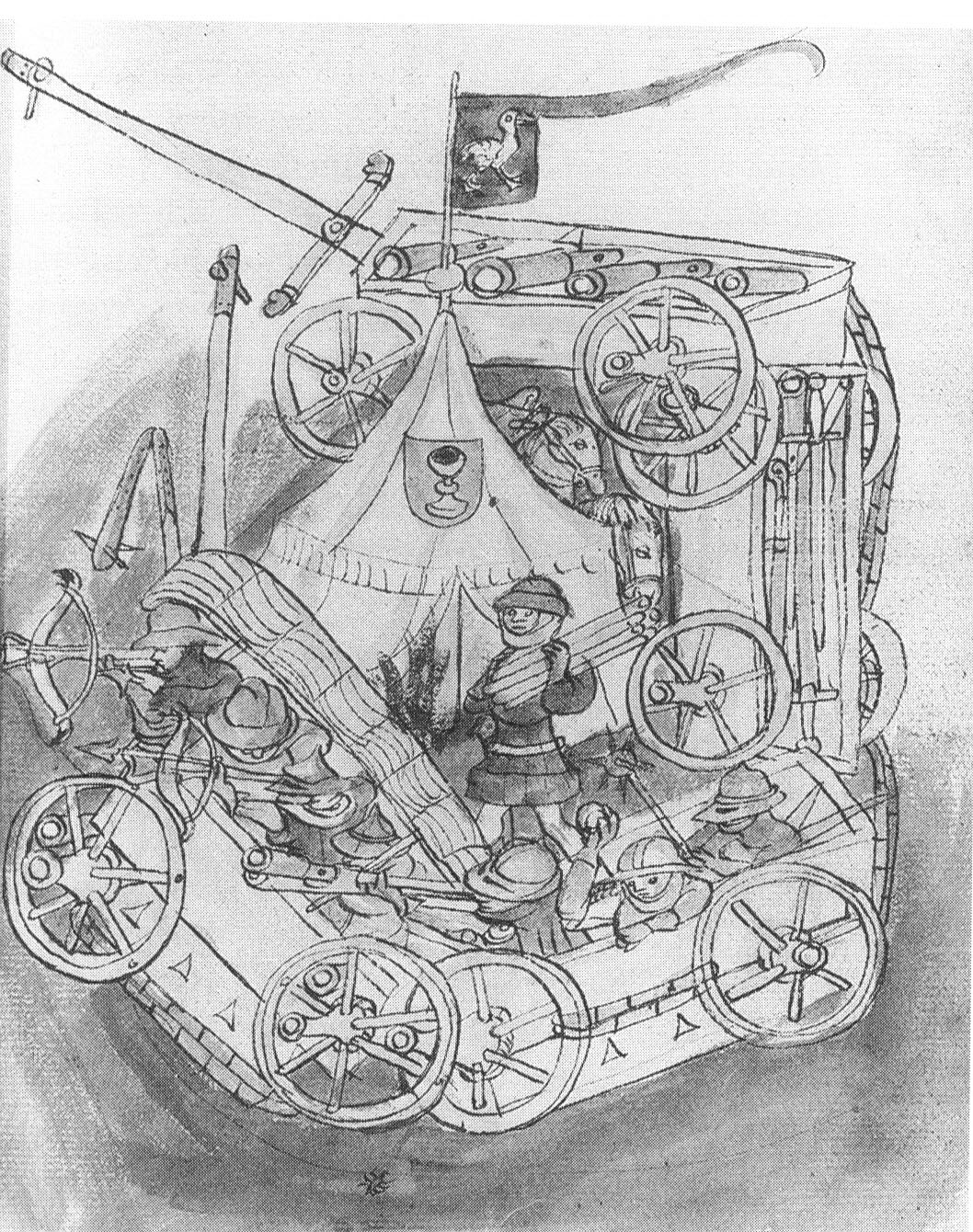
El wagenburg hussita

Quan Segimon va morir el 1437, els estats bohemis van triar a Albert d'Àustria com a successor. Albert va morir i el seu fill, Ladislau el Pòstum - anomenat així perquè nasqué després de la mort del seu pare - va ser reconegut com a rei. Durant la minoria de Ladislau, Bohèmia va ser governada per una regència composta de nobles reformistes moderats que eren utraquistes. Dissensions internes entre els txecs foren el principal desafiament de la regència. Una part de la noblesa txeca romangué catòlica i lleial al Papa. Una delegació utraquista al Concili de Basilea el 1433 havia negociat una reconciliació aparent amb l'Església Catòlica. El Concili de Basilea acceptà els principis bàsics dels hussites expressats als Quatre Articles de Praga: la comunió sota les dues espècies; la lliure predicació dels Evangelis; l'expropiació de terres de l'església; i l'exposició i el càstig dels pecadors públics. El Papa, tanmateix, va rebutjar el pacte, cosa que impedí la reconciliació dels catòlics txecs amb els utraquistes.
Jordi de Poděbrady, després de convertir-se en rei "nacional" de Bohèmia, va emergir com a líder de la regència utraquista. Jordi instal·la un altre utraquista, Jan Rokycana, com a arquebisbe de Praga i va aconseguir unir els taborites més radicals amb l'Església Reformada Txeca (hussites). El partit catòlic va ser expulsat de Praga. Després que Ladislau morís de leucèmia el 1457, l'any següent els estaments de Bohèmia elegiren Jordi de Poděbrady com a rei. Encara que Jordi era de llinatge noble, no era successor de la dinastia reial; la seva elecció com a monarca dels bohemis no va ser reconeguda pel Papa, ni la resta de monarques europeus.
Els nobles catòlics txecs s'uniren a la Lliga de Zelena Hora el 1465, desafiant l'autoritat de Jordi de Poděbrady; l'any següent, el papa Pau II va excomunicar a Jordi. La Guerra de Bohèmia (1468-1478) va enfrontar Bohèmia contra Maties Corví i l'Àustria Frederic III del Sacre Imperi Romanogermànic, i les forces hongareses va ocupar la major part de Moràvia. Jordi de Poděbrady va morir el 1471.

## Regnats dels Jagelló i Habsburg

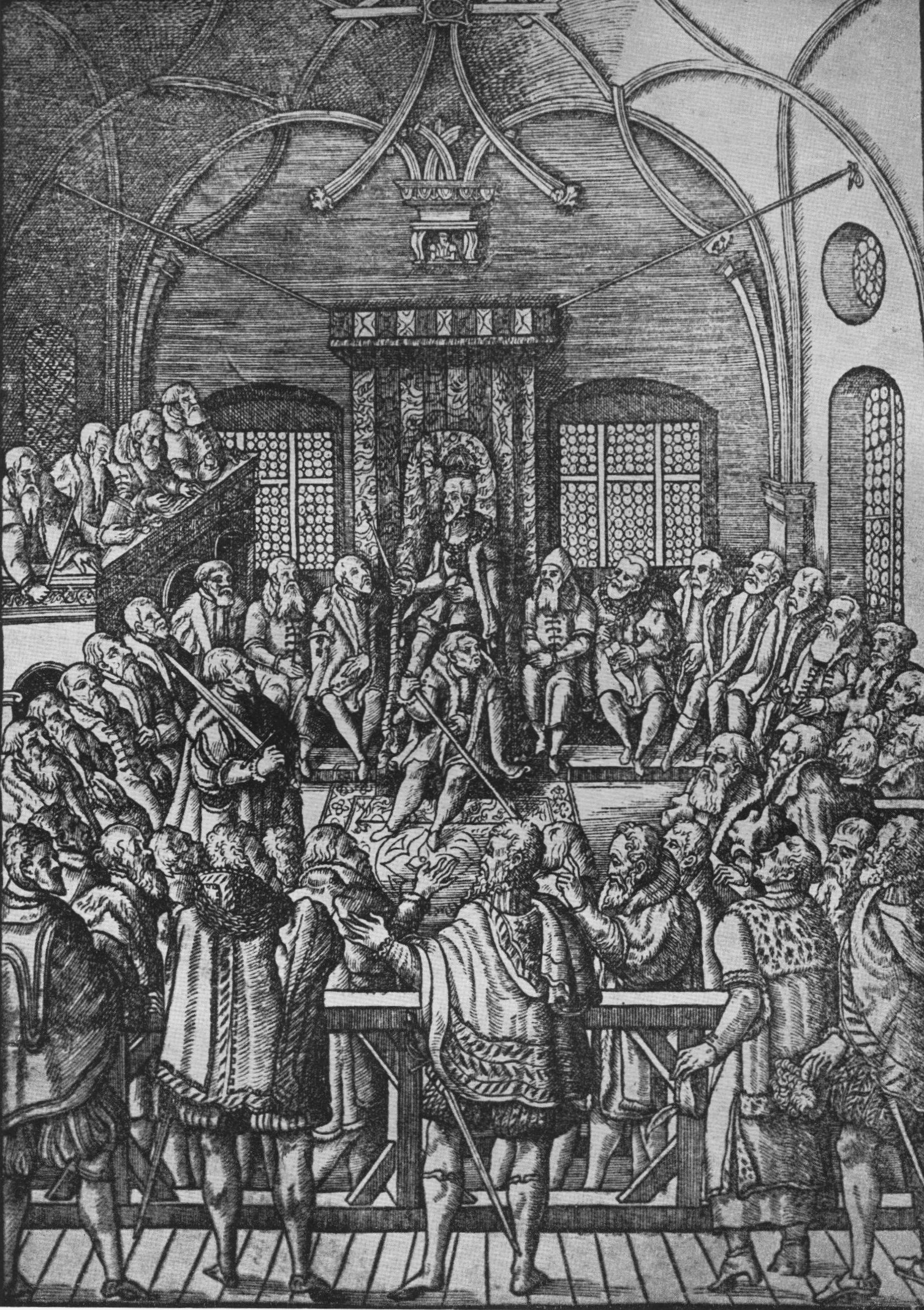
Dieta bohèmia del 1564

A la mort del rei hussita, els estats bohemis elegiren un príncep polonès Ladislau Jagel·ló com a rei, que va negociar la Pau d'Olomouc, el 1479. El 1490 també es va convertir en rei d'Hongria, i la línia polonesa dels Jagel·ló va governar tant Bohèmia com Hongria. Els Jagel·ló governaren Bohèmia com a monarques absents; la seva influència al regne era mínima i el govern efectiu recaigué en la noblesa regional. Els catòlics txecs van acceptar el Pacte de Basilea el 1485 i es van reconciliar amb els utraquistes. El distanciament de Bohèmia de l'Imperi va continuar després que Ladislau succeís a Maties Corví d'Hongria el 1490 i tant la Bohèmia com el regne d'Hongria foren ostentats en unió personal. Bohèmia no es considera un Estat Imperial, les Terres de la Corona de Bohèmia no formaven part dels cercles imperials establerts per la Reforma Imperial del 1500.
El fill de Ladislau, el rei Lluís, va ser decisivament derrotat pels turcs otomans a la batalla de Mohács (1526), i posteriorment va morir. Com a resultat, els turcs van conquerir part del Regne d'Hongria; la resta (sobretot avui en dia Eslovàquia territori) va estar sota el domini dels Habsburg en els termes del contracte de rei Lluís el matrimoni. Les finques de Bohèmia electes arxiduc Ferran, el germà menor de l'emperador Carles V, per tenir èxit Lluís com a rei de Bohèmia. Així va començar gairebé quatre segles de domini Habsburg tant per Bohèmia i Eslovàquia.

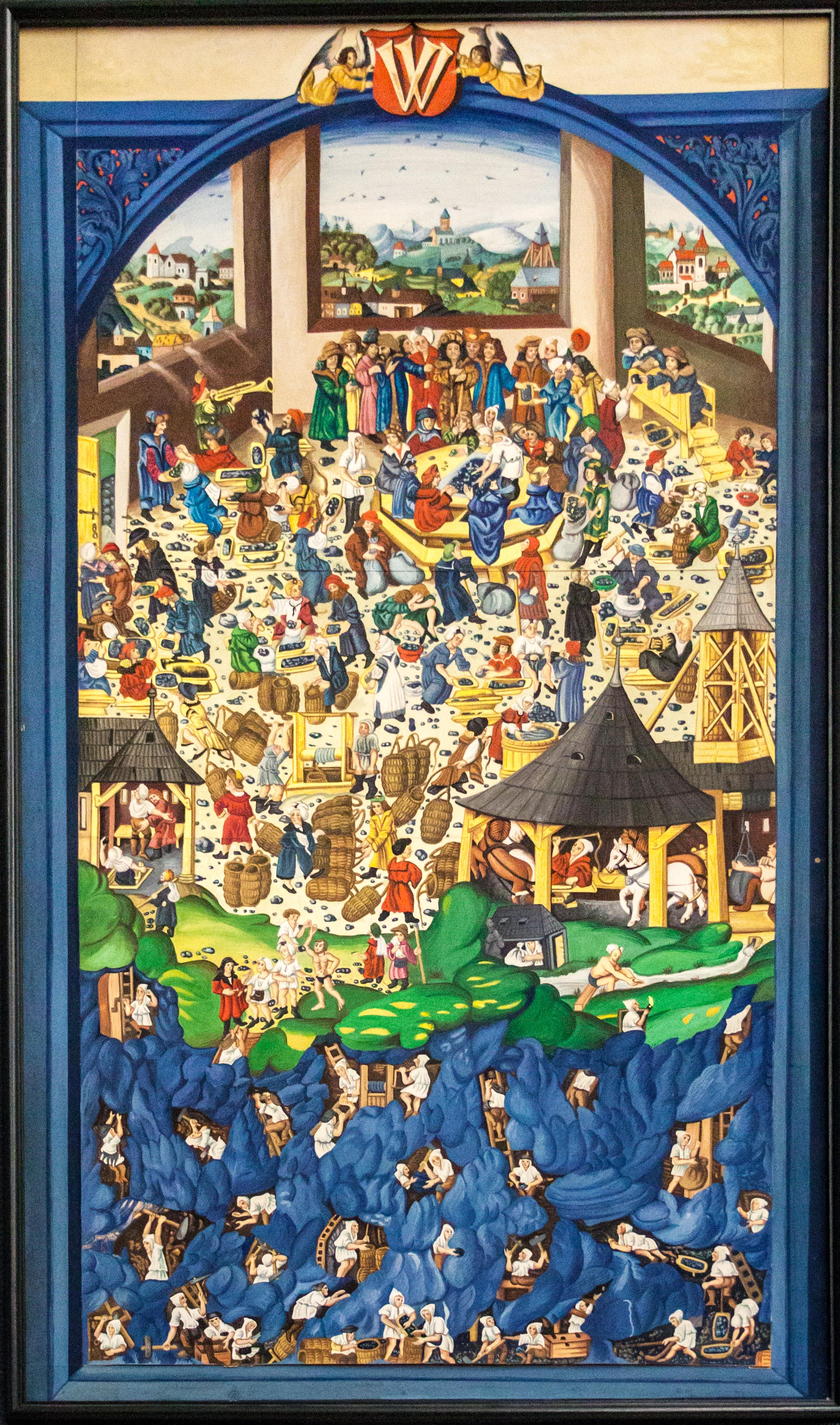
Kutná Hora, un centre dedicat a la mineria de la plata-miner en època medieval, va ser un cop la segona ciutat més important del regne

Després de la mort prematura del rei Lluís Jagelló a la batalla de Mohács (1526), el regne de Bohèmia va ser heretat pel seu cunyat, l'Arxiduc d'Àustria l'Habsburg Ferran I, germà menor de l'emperador Carles V, a qui va succeir el 1558. La incorporació posterior de Bohèmia a l'Imperi Habsburg contra la resistència de la noblesa protestant local, va desencadenar el 1618 laDefenestració de Praga i la Guerra dels Trenta Anys. La seva derrota en la batalla de la Muntanya Blanca el 1620 va posar fi al moviment d'autonomia de Bohèmia.
el 1740 l'Exèrcit Prussià va conquistar la regió bohèmia de Silèsia a les Guerres de Silèsia i va obligar a Maria Teresa el 1742 a cedir la major part de Silèsia, excepte la zona més al sud amb els ducats de Cieszyn, Krnov i Opava, a Prússia. el 1756 el rei de Prússia Frederic el Gran s'enfrontà a una coalició enemiga liderada per Àustria, quan Maria Teresa preparava per a la guerra amb Prússia per recuperar Silèsia. L'exèrcit prussià va conquistar Saxònia i el 1757 va envair Bohèmia. En la batalla de Praga (1757) van derrotar els Habsburg i posteriorment ocuparen Praga. Més d'una quarta part de Praga va ser destruïda i la Catedral de Sant Vit va patir danys severs. Tanmateix a la Frederic fou derrotat en la batalla de Kolín havent d'abandonar Praga i retirar-se de Bohèmia.
Amb la dissolució del Sacre Imperi el 1806, el regne de Bohèmia va ser incorporat a l'Imperi austríac i el títol reial retingut juntament amb el títol d'Emperador d'Àustria. Durant transcurs del Compromís austrohongarès de 1867 les províncies de Bohèmia, Moràvia i Silèsia austríaca es convertiren en k. k. (kaiserlich und königlich, imperials i reials) terres de la corona de Cisleitània. El Regne de Bohèmia s'extingí oficialment el 1918 transformant-se en la República Txecoslovaca.
L'actual República Txeca formada per la Bohèmia, Moràvia i la Silèsia Txeca encara utilitza la major part dels símbols del Regne de Bohèmia: un lleó de dues cues al seu escut d'armes, bandes de color vermell i blanc a la bandera estatal i el castell reial com a oficina del president.

## Terres de la Corona Bohèmia

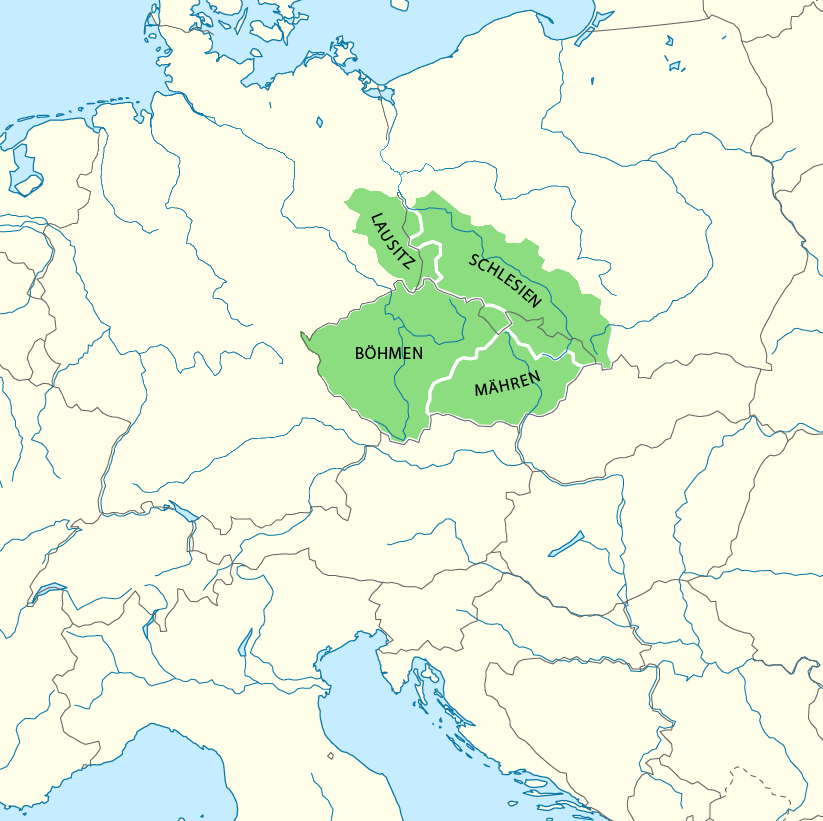
Terra de la Corona Bohèmia, superposades en la divisió administrativa contemporània

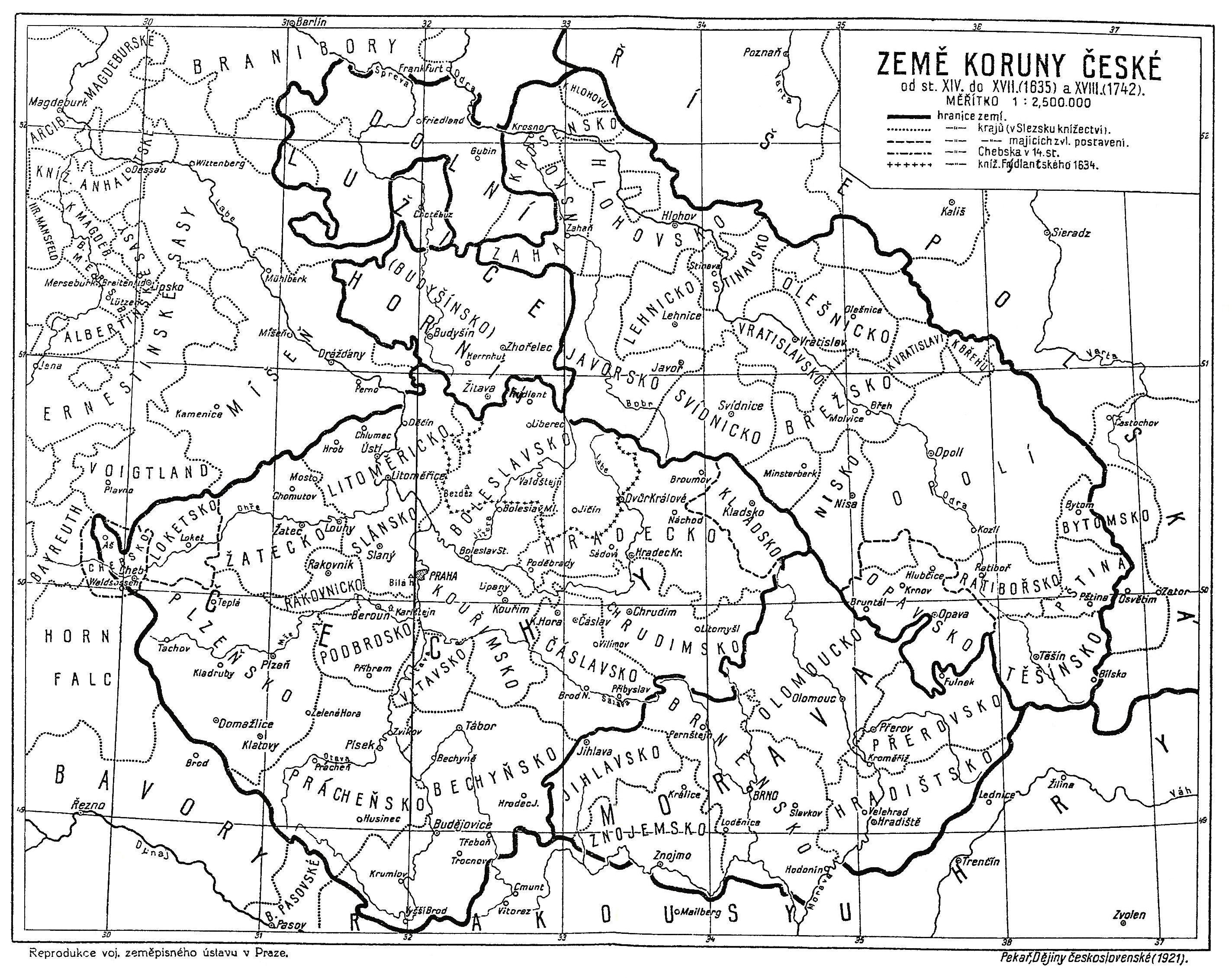
Terres de la Corona Bohèmia fins al 1742 (incloent particions internes). Mapa de Josef Pekař, 1921

La Bohèmia en sentit estricte (Čechy) amb el Comtat de Kladsko (Hrabství kladské) fou l'àrea principal del Regne de Bohèmia. L'Egerland (Chebsko) fou obtingut pel rei Venceslau II entre 1391-1305; empenyorada a Bohèmia pel rei germànic Lluís IV el 1322 i posteriorment es van sumar en unió personal amb la Bohèmia. El 1348 Carles IV va crear la Corona de Bohèmia (Koruna česká), juntament amb les províncies incorporades:
- El Marcgraviat de Moràvia (Markrabství moravské), adquirit pels governants premíslides i Slavník Bohèmia després de la 955 Batalla de Lechfeld, perdut en 999 a Polònia i reconquerida pel duc Bretislaus I el 1019/1029 (datació incerta);
- L'Alta Lusàcia (Horní Lužice), constituïda pel pare de Carles Rei Joan de Bohèmia el 1319 (terra de Bautzen) i 1329 (Görlitz), i la Baixa Lusàcia (Dolní Lužice, antiga Marca de Lusàcia), adquirida per Carles IV del duc de la casa de Wittelsbach Otó V de Baviera el 1367. L'emperador Habsburg Ferran II va cedir la Lusàcia a l'Electorat de Saxònia amb la Pau de Praga (1635);
- els ducats de Silèsia (Slezsko), adquirida pel Tractat de Trentschin de 1335 entre el rei Joan de Bohèmia i rei Casimir III de Polònia. Reina Maria Teresa va perdre Silèsia el 1742 al rei prussià Frederic el Gran pel Tractat de Breslau, amb l'excepció de Silèsia Austríaca.
- la part nord de l'Alt Palatinat ("Palatinat Bohemi") a Sulzbach, incorporada a la corona de Bohèmia per Carles IV el 1355. Carles intercanvia parts d'aquest territori de Brandenburg a 1373, mentre que el seu fill Venceslau va perdre la resta el 1400 a l'electorat del Kurpfalz sota el rei Robert de Germània;

Els següents territoris van ser governats pels reis de Bohèmia, però mai incorporats a la corona de Bohèmia:
- el ducat d'Àustria a 1251, el ducat d'Estíria el 1261, l'Egerland el 1266, el ducat de Caríntia amb la Marca de Carniola i la Marca Víndica el 1269, i la Marca de Friuli a 1272, tot adquirit pel rei de Bohèmia Ottokar II, però va perdre a Rodolf d'Habsburg en la batalla de Marchfeld (1278);
- l'Electorat de Brandenburg, adquirida el 1373 per Carles IV del duc la casa de Wittelsbach Otó V de Baviera. El fill de Carles, l'emperador Segimon va concedir Brandenburg a Frederic de Hohenzollern el 1415.

## Divisió administrativa

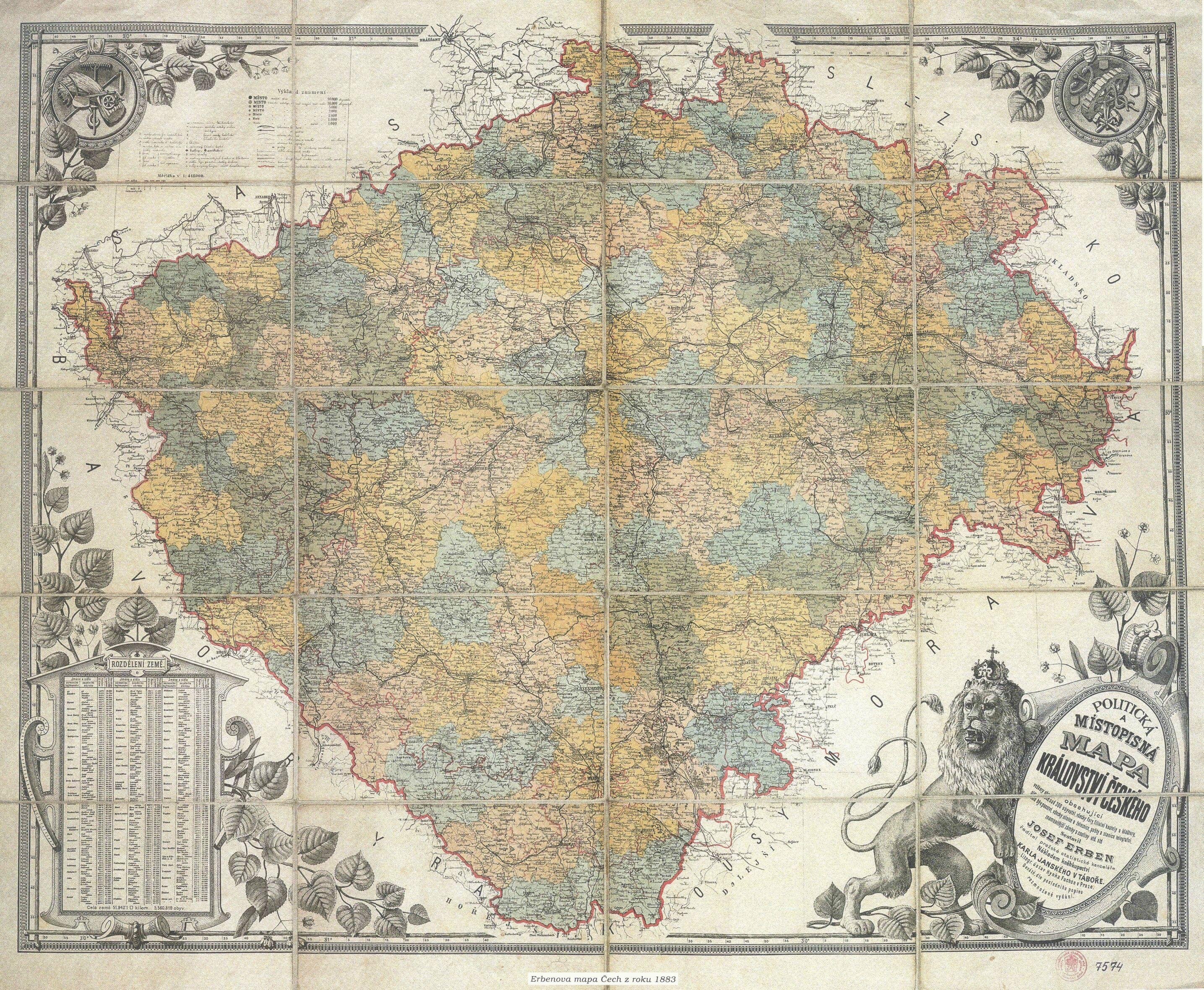
Divisió administrativa de Bohèmia el 1883

Kraje de Bohèmia
- Bechyně (alemany: Beching)
- Boleslav (alemany: Jung-Bunzlau)
- Čáslav (alemany: Tschaslau)
- Chrudim
- Hradec Králové (alemany: Königgrätz)
- Kłodzko (alemany: Glatz)
- Kouřim a Praga (alemany: Prag)
- Litoměřice (alemany: Leitmeritz)
- Loket (alemany: Elbogen)
- Vltava (alemany: Moldau)
- Plzeň (alemany: Pilsen)
- Podbrdsko a Beroun (alemany: Beraun)
- Prácheň a Písek
- Rakovník (alemany: Rakonitz)
- Slaný (alemany: Schlan)
- Žatec (alemany: Saaz)